# Alessandro Minuto-Rizzo
Alessandro Minuto-Rizzo (født 10. september 1940) er en italiensk diplomat som var vicegeneralsekretær for NATO fra 2001 til 2007 og fungerende generalsekretær fra 17. december 2003 til 1. januar 2004.